# Ай-Сесынгъёган (приток Ногоръёгана)
Ай-Сесынгъёган (устар. Ай-Сезынг-Юган) — река в Шурышкарском районе Ямало-Ненецкого АО. Устье реки находится в 28 км от устья Ногоръёгана по правому берегу. Длина реки составляет 27 км.

## Данные водного реестра
По данным государственного водного реестра России относится к Нижнеобскому бассейновому округу, водохозяйственный участок реки — Обь от впадения реки Северная Сосьва до города Салехард, речной подбассейн реки — бассейны притоков Оби ниже впадения Северной Сосьвы. Речной бассейн реки — (Нижняя) Обь от впадения Иртыша.
Код объекта в государственном водном реестре — 15020300112115300022690.